# Рано-вранці новобранці…
«Рано-вранці новобранці…» — вірш Тараса Шевченка, написаний 1847 року в Санкт-Петербурзі.

## Написання
Збереглося кілька чистових автографів вірша: на окремому аркуші; в окремому рукопису циклу «В казематі»; у «Малій книжці»; у «Більшій книжці». Автографи не датовані.
Вірш датується за місцем автографа в окремому рукопису циклу «В казематі» та часом ув'язнення Шевченка з 17 квітня по 30 травня 1847 року в казематі III відділу, орієнтовно: 19—30 травня 1847 року, місце написання — С.-Петербург.
Первісний автограф не відомий. Найраніший відомий текст — автограф на окремому аркуші. Від нього походить текст вірша в окремому рукопису циклу «В казематі», до якого рядок 15 увійшов у тому вигляді, як його виправлено в окремому автографі; рядки 19, 23, 30 — зі змінами. З цього рукопису Шевченко, повернувшись з Аральської описової експедиції до Оренбурга, наприкінці 1849-го (не раніше 1 листопада) або на початку 1850 року (не пізніше 23 квітня — дня арешту поета), переписав вірш у складі циклу «В казематі» (під № 10) з виправленнями у рядках 22, 27, 29 та 30 до «Малої книжки» (рядки 1—24 — до третього, 25—34 — до четвертого зшитка за 1846—1847 роки). 18 березня 1858 року, перебуваючи в Москві, поет переписав твір з новими виправленнями в рядках 1, 4, 6, 7, 9, 11, 18, 19, 23 та 28—31 до «Більшої книжки», текст якої остаточний.
Влітку 1856 року (не пізніше 15 серпня) неточний список вірша «Рано-вранці новобранці…» з чистового рукопису-автографа циклу «В казематі», що належав тоді В. Тарновському-молодшому, зробив П. Куліш з пропуском рядка 7.

## Публікація
Вперше вірш надруковано за списком П. Куліша в альманасі «Хата» (СПб., 1860 рік, стор. 76—77), під довільною редакторською назвою «Пустка» і з довільним виправленням рядка 8 («Нарікала, говорила» на «Розлучила та вмовляла») і рядка 9 («Поки в землю опустила» на «Поки в землю закопала»).
Відомі списки вірша в рукописних збірках: «Кобзар» (1861), що належав І. Левченкові, «Сочинения Т. Г. Шевченка» (1862), «Стихотворения Шевченка», «Кобзар» (1865), переписаний Д. Демченком, «Кобзарь» (1866), у примірнику «Кобзаря» (1860) з пізнішими рукописними вставками, що належав Л. Лопатинському, список І. Левицького, список невідомою рукою.
Вперше вірш введено до збірки творів у виданні: «Кобзарь Тараса Шевченка / Коштом Д. Е. Кожанчикова» (СПб., 1867 рік, стор. 396) і того ж року у виданні: «Поезії Тараса Шевченка» (Львів, 1867 рік, том 1, стор. 174). В обох виданнях подано за першодруком під назвою «Пустка».

## Сюжет
Сюжет поезії — трагічна доля закоханих, солдата і сільської дівчини. Дівчина померла, не витримавши розлуки з милим, мати її «в старці пішла», а солдат повернувся в село інвалідом, заставши на місці хати коханої дівчини тільки пустку. Глибоко соціальне значення вірша полягає в звинуваченні не окремих людей, а цілої системи, всього суспільного ладу, що калічив людське життя.

## Музика
Твір поклали на музику К. Стеценко і Я. Ярославенко.